# Nabateusok

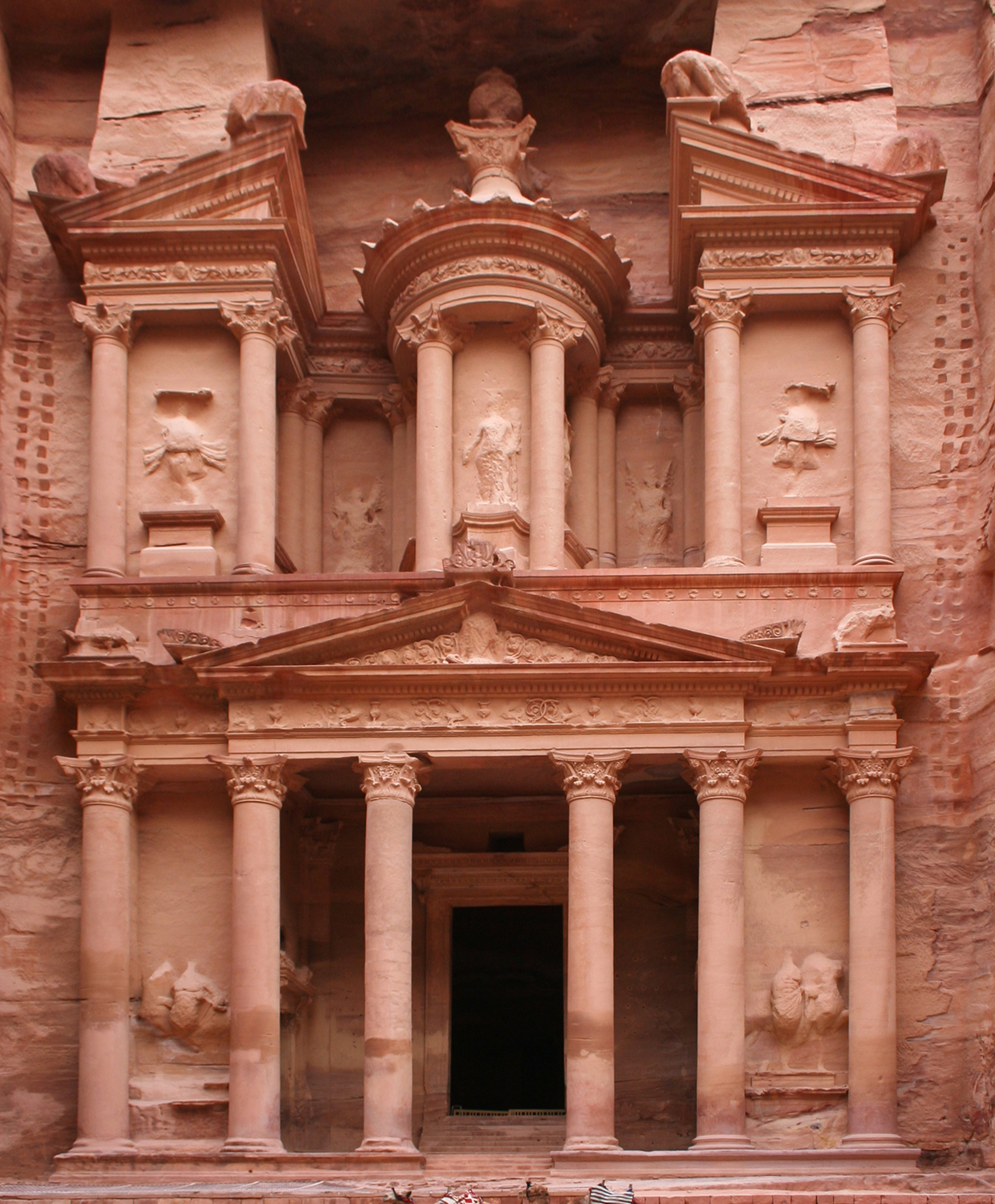
A Kincstár Petrában

A nabateusok (latin írásmóddal nabataeusok, görögben nabateai) az ókori Arábiában élt nép. Egy olyan törzsnek a leszármazottai voltak, amely az i. e. 6. században Arábia déli részéről (Sába) a Földközi-tenger partján fekvő északi, sivatagos területek felé vándorolt, majd jellegzetes, vándorló nomád életformájával felhagyva, magasan fejlett, vegyes etnikai összetételű civilizációt hozott létre. Szállásterülete Szíria és Arábia határán, a Negev-sivatagban, illetve az Eufrátesztől a Vörös-tengerig terjedt. Királyságuk központja Petra sziklaváros volt a mai Jordánia, a korábbi Edóm területén.
Letelepedésüket Kháldea i. e. 585-ös nagyarányú hódító hadjáratai tették lehetővé, amelynek révén az edomita államiság megszűnt, és a kialakuló hatalmi vákuumba behatoló népek nemcsak letelepedhettek, de államiságot hozhattak létre. Ezenkívül elősegítette a népkeveredést is, mivel a kháldeusok elől dél felé menekülő lakosság a későbbi Nabatea területén menedéket talált, összeolvadva a délről érkező népességgel.
Kevés ismeret áll rendelkezésre róluk egészen i. e. 312-ig, amikor is I. Démétriosz Poliorketész, Makedónia királya sikertelen támadást indított a Holt-tengertől délre fekvő hegyi erődjük és fővárosuk, Petra ellen. Gazdagságuk legfontosabb forrása az Arábia belsejéből a partvidékre irányuló gazdag karavánkereskedelem volt, amelyben a dél-arábiai áruk és piacok összeköttetését teremtették meg a Földközi-tenger medencéjével.

## Földrajzi elhelyezkedése
A Negev-sivatag a Földközi-tenger, a Vörös-tenger, valamint a Holt-tenger között húzódik. E sivatagban az évi hőingadozás elérheti a 40 °C-ot (0-tól +40-ig). A galileai 1300 mm-es csapadékmennyiség délre haladva fokozatosan csökken, a Jordán-folyó holt-tengeri torkolata környékén már csak 100 mm. A név a héber negev közszóból származik, jelentése száraz; déli irányban, vagyis a héber törzsek szállásterületétől délre. A civilizáció területi kiterjedése északi irányban biztos, déli irányban – mert betelepedésük az általuk használt karavánutak mentén történt – ma még egyértelműen nem tisztázott. A karavánút mentén a közelmúltban is több kiemelkedő jelentőségű településük kerül elő (például Madáin Szálih stb.).

### Környező ókori államok

#### Észak
- i. e. 6. század − Kháldea
- i. e. 525–i. e. 331 − Perzsia
- i. e. 301–i. e. 204 − Ptolemaida Egyiptom
- i. e. 204–i. e. 140 − Szeleukida Birodalom
- i. e. 140–i. e. 28 − Júdea, később Júdea és Ammónitisz
- i. e. 28–38 − Dekapolisz
- 38-tól Róma

### Nyugat
- Egyiptom és annak mindenkori urai

## A nabateus civilizáció
A nabateusok kultúrája egy évezreden keresztül fennmaradt a mostoha sivatagi körülmények között, és képes volt különböző idegen kultúrák hatását egyidejűleg befogadni és integrálni, anélkül, hogy identitását és különállását feladni kényszerült volna.
A nabateus civilizáció egyik legsajátosabb vonása az, hogy képes volt kihasználni és saját előnyére fordítani a sivatagi körülmények nyújtotta rendkívül kedvezőtlen életfeltételeket. Fejlett vízgazdálkodásuk és a természet erőinek kiaknázása fejlett mérnöki képességekre vall. A nabateusok – délről északra irányuló lassú vándorlásuk során - hozták létre a sivatagi kereskedelmi útvonalakat a tengeri kereskedelem kiküszöbölésére, s ezt egészen az iszlám terjeszkedésének előretöréséig meg is tartották. Igyekeztek elkerülni a katonai konfliktusokat, és bár rendelkeztek saját hadsereggel, a katonákat gyakorlatilag soha nem használták hódító törekvések megvalósítására.
Kultúrájuk olyan törzsi vallásból fejlődött ki, amely megőrizte saját isteneit még a letelepedett keresztény közösség keretein belül is, ahol az etnikai és faji hovatartozás nem játszott szerepet. Ez a sajátos törzsi vallás már az i. e. 2. évezredtől kezdve ismerte a feltámadás eszméjét, ezért a Petrában gyakorolt kultuszok közvetítésével a keresztény vallás viszonylag könnyen terjedt. A feltámadás eszméje a holdfázisok megfigyelésén alapult. Fontosabb korai isteneik Duszaresz termékenységisten és Allat, az Esthajnalcsillag harcias istennője voltak, hitvilágukban a Nap és a Víz tisztelete dominált.
Az eredetileg törzsi társadalom demokratikus jellegű monarchiává alakult át, amely Róma nyomására végül politikai önállóságának feladására kényszerült, de ezzel párhuzamosan földművelésre épülő, virágzó gazdaságot hozott létre a sivatagban.
Fontosabb építészeti emlékeik: a Petra környékén lévő sziklába vájt síremlékek és templomok stílusukban az egyiptomi, asszír és görög motívumok egyszerű keverékétől a hellenisztikus kifejezésmódig változatos képet mutatnak, de legtöbbször eklektikusak.

## A Nabateus (Nabatiei) királyság
Az addig nomád nabateusok i. e. 580-ban elfoglalták Edómot és letelepedtek. I. e. 312-ben Antigonosz, Nagy Sándor diadókhosza sikertelenül próbálkozott fővárosuk, Petra elfoglalásával. Királyaik megőrizték függetlenségüket a Szeleukida Birodalommal szemben is.
Szeleukida királyság i. e. II. századi meggyengülésével a északra és keletre, sőt déli irányban valószínűleg a Vörös-tenger keleti partvidéke mentén is kiterjesztette határait (vagy befolyását). Elfoglalták Havránt, és röviddel i. e. 96-ban III. Aretasz király uralma Damaszkuszra és a Bekaa-völgyre is kiterjedt. I. e. 66-ban megostromolták Jeruzsálemet, hódításaikat azonban nem tudták megtartani.
Pompeius római hadvezér palesztinai bevonulásával (i. e. 63) Aretasz római kliens-király lett, de megtartotta Damaszkuszt és más hódításait, az előbbit Nero római császár (i. sz. 54–68) később elfoglalta. Ezután a nabateusok a Római Birodalom szövetségesei és vazallusai lettek, majd Traianus 106-ban a királyságot Arabia néven provinciává szervezte, melynek fővárosa nem Petra lett. Területük ez időben a Sínai-félszigeten túl a Vörös-tenger partvidékét Leuce Cornéig foglalta magában. Ez utóbbi kikötőben és Hedzsrában (más néven Mada’in Salih) vették át a kereskedők az arab tömjént és mirhát, a perzsa gyöngyöt, az indiai fűszereket és illatszereket és a kínai selymet.

## Nabateusok a Római Birodalomban

Avdat ősi városa

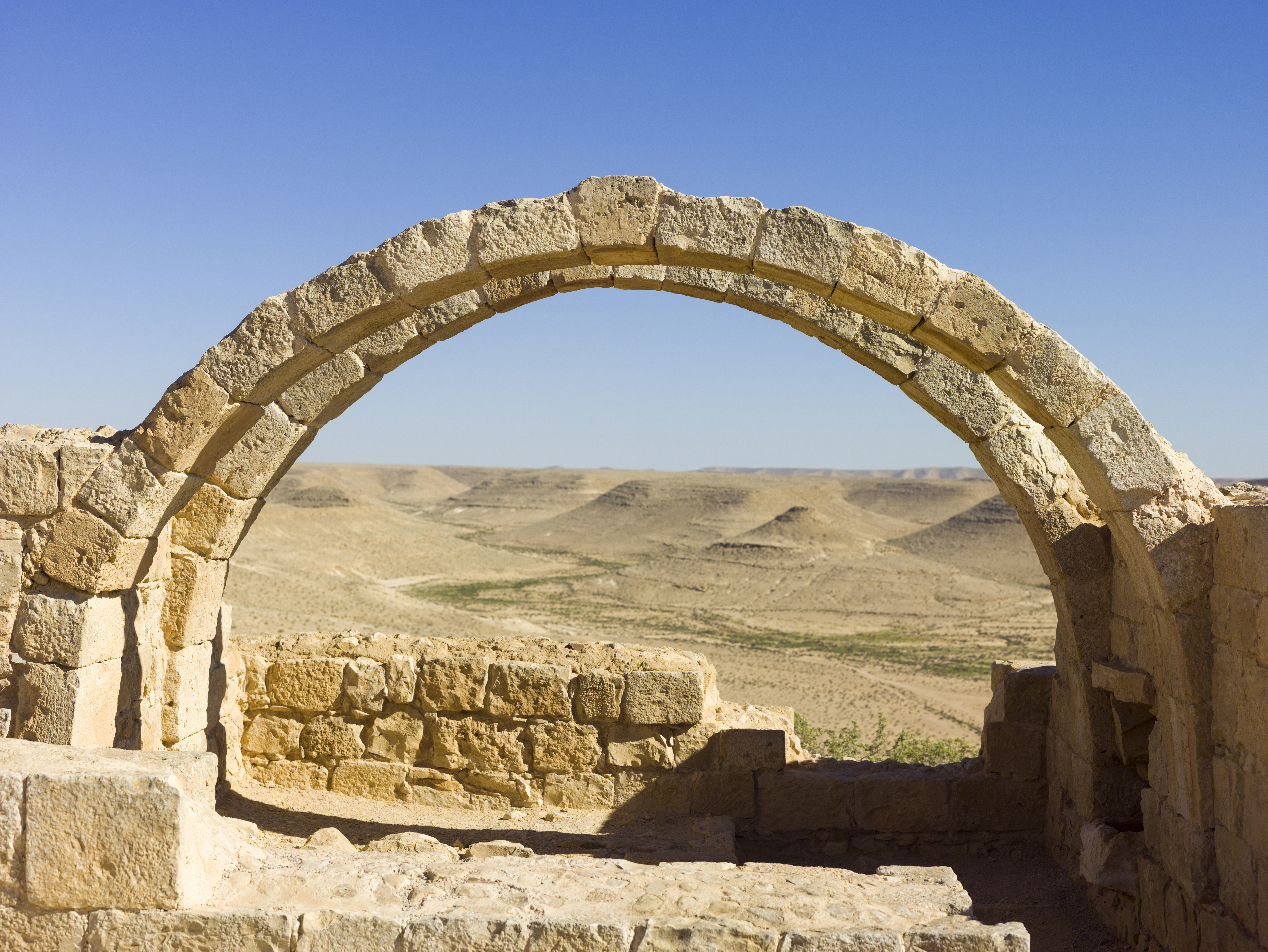
Boltívek Avdatban

A nabateusok idővel felügyeletük alá vonták a Negev-sivatagon át haladó tömjén- és fűszerkereskedelmi karavánutat is, melyet az útszakaszon levő nabateuskori települések (Avdat, Mamshit, Shivta, al-Khalasa, Elusa és Nitzana) romjainak világörökségi jegyzékbe vétele is tanúsít. A hellenisztikus befolyás nyomait is fellelhetjük a királyi pénzverés és Petra, Madáin Szálih és a Negev-sivatag városainak (szikla)építészetén. A nabateus történelem utolsó nagy korszaka a Róma szövetségeseként töltött békés gyarapodás periódusa volt.
A nabateus kultúra és művészet csúcspontját kétségtelenül a Petrában és Madáin Szálihban található monumentális építészeti remekművek, és hatékony vízgazdálkodási rendszerek (csatornák, ciszternák stb.) jelentik. A nabateus civilizáció művészi kifejezőkészségének sokszínűsége legalább annyira ámulatba ejtő, mint a nép történetének egyéb vonatkozásai. A nabateusok képesek voltak arra, hogy a környező népek kultúráinak és távoli civilizációk különböző elemeinek egybeolvasztásával egy teljesen egyéni, semmihez nem hasonlítható új stílust hoztak létre.
A 20. század végén megindult Szaúd-arábiai régészeti kutatások, melyek a Vörös-tenger keleti partvidékére irányulnak, sorra tárják fel a nabateus civilizáció emlékeit (Mada'in Salih-Hegra, Al-Ula stb.) ami azt jelzi, hogy a nabateus királyság a Hidzsáz-térségre is kiterjedt. Ennek a térségnek a részletes megismerése a folyamatban levő régészeti kutatások feldolgozásával, a települések világörökségi jegyzékbe vételével napjainkban válik lehetővé.

## A civilizáció gyengülése és eltűnése
A nabateusok civilizációja alapvetően a karavánkereskedelemre épült, sőt, tulajdonképpen a másik nagy jelentőségű gazdasági tevékenységük (a sivatagi körülmények közt megteremtett, fejlett vízgazdálkodással rendelkező) mezőgazdálkodás is. A tengerhajózás új rendszerének megjelenése (a monszun-szelek kihasználása) a sivatagi karavánkereskedelem lehanyatlását eredményezte, s ez a nabateusok civilizációjának hanyatlását eredményezte. Ennek csak lelassítását jelentette a római fennhatóság alatt folyó, jellegzetes sivatagi gazdálkodásra történő átállás. A nabateus civilizáció (már folyamatosan gyengülő) hatása még átnyúlt az őskereszténység idejére és Bizáncnak az arab-iszlám és az oszmán invázió általi megsemmisüléséig. Ekkor - vélhetően a mindeddig köldökzsinórként éltető karavánutak végleges elvesztése miatt - váratlanul és végérvényesen eltűnt.

## Nabatea uralkodói i. sz. 106-ig
(M. Babelli könyve szerint)
A damaszkuszi Archeológiai Múzeumban található, feldolgozatlan nabateus feliratot tartalmazó sztélén a nabateusok egyik királyát említik. Ez számít a nabateusok államszervezetének legrégibb okmánynak (a sztélé az i. e. harmadik századból való). Zenon (aki II. Ptolemaius Philadelphos pénzügyminiszterének, Apolloniusnak dolgozott) papiruszarchívuma azt tartalmazza a nabateusokról, hogy „Rabbe emberei”. Az a tény, hogy a sztélé felirata és Zenon archívuma egyazon időből származik, azt igazolja, hogy Rabbel az első nabateus király volt, és mintegy 100 évvel korábban élt mint a nabateus monarchiáról hírt adó első dokumentum keletkezése.
- I. Aretasz (uralkodási ideje ismeretlen)

Elusa nevet viseli a Negevben kialakult első települések egyike. Innen származik az i. e. második évszázadból egy korai nabateus írásos emlék. Ez említi Aretaszt (hivatalosan I. Aretaszt), mint a nabateusok királyát.
- I. Rabbel (uralkodási ideje ismeretlen)

Még teljesen nem bizonyított, hogy I. Aretaszt egy Rabbel nevű király követte volna. De mivel egy korai, datálatlan petrai felirat hézagos helyet tartalmaz I. Aretasz (i. e. 160 körül) és a következő biztosan ismert király (akit szokás szerint II. Aretasznak neveznek) felsorolása között.
- II. Aretasz (i. e. kb. 103–106)

II. Aretasz volt az, akit dicsőségesen uralkodóként írnak le még a gyakran fegyveres támadásait élvező szomszédos államokban is, többek közt azért, mert lehetősége volt önálló pénzt veretni, ami akkoriban a politikai és gazdasági autonómia jelentős kifejezőjének számított. Azonban a nabateusok mindettől függetlenül úgy gondolkodtak, hogy mellőzhetik a háborúskodást, ha céljaikat diplomáciával, vagy ajándékozással békésen rendezhetik. Egyúttal azonban arra is gondjuk volt, hogy az esetleges idegen erőszak ellen védekezzenek, s ezért ténylegesen is demonstrálták a védelemre való felkészültségüket, készségüket arra az esetre, ha netán életük, szabadságuk, vagy kereskedelmi érdekük veszélybe kerülne. II. Aretasz uralkodásának végén megtámadta a szomszédos Gázabeli Jannaios dasmona királyt. A gázai győzelemmel létrejött a tömjénút teljes nabateus ellenőrzése, ami tartós és biztonságos lehetőséget teremtett a nabateusok tömjénkereskedelmének sikeres fejlődéséhez.
- I. Obodasz (i. e. 96–86 körül)

Apja, II. Aretasz után i. e. 96-ban foglalta el a trónt, amikor egész erejét annak a gazdasági krízisnek (átalakulásnak) a kezelésére fordította, amit a Gáza elleni támadás eredményezett. Ennek az energikus nabateus uralkodónak idején Észak-Arábiának az Alsó-szíriai részén a határok a nabateusok igényeihez igazodva változtak meg. Sikerének alapját elsősorban a szomszédállamok belső konfliktusaik kihasználása alapozta meg. A királynak a zsidók és a szeleukidák felett aratott győzelmei következtében a nép I. Obodaszt az istenek közé emelte. I. Obodasz egy, a szeleukidák elleni támadásban halt meg és a Negev egyik, róla elnevezett részén temették el, amelyet ma Oboda néven ismerünk.
- III. Aretasz (i. e. 86–62)

III. Aretasz édesapját, I. Obodaszt követte az uralkodásban. Hosszú uralkodási időszaka katonai és politikai konfliktusok soraként ismert. Uralkodása a Damaszkusz feletti fennhatóság átvételével kezdődött, (amikor ott a szeleukidák bukása következtében i. e. 85-től uralkodási hézag alakult ki). A helyzet 15 évig így is maradt Damaszkuszban. Itt pénzt is veretett, a szeleukidák által korábban alkalmazott görög stílus szerint, rajta nabateus és görög feliratozással. III. Aretasz i. e. 79-ben Damaszkuszból ellenőrzés alá vonta az örményeket, akik azonban a kétségtelen elnyomás ellen saját hadsereget hoztak létre s, számtalanszor a nabateusok fölé kerültek. Később III. Aretasz egy olyan katonai puccskísérletet, vert le, amely meg akarta szerezni a Földközi-tengeri kikötők feletti ellenőrzést. E konfliktus megoldása során megszállta Jeruzsálemet is . A damaszkuszi római legátus erre a kétségtelen agresszív lépésre válaszolva, ultimátumban szólította fel a megszállás feloldására és a nabateusok hazájukba történő visszavonására, ellenkező esetben Róma a nabateus államot megtámadja. III. Aretasznak nem volt más választása, mint a visszavonulás, s habár a zsidó ellenségei nyomon követték, Philadelphiánál (ma: Amman) szégyenletes vereséget szenvedtek, melynél mintegy 6000 embert fogságba is ejtettek.
- II. Obodasz (i. e. 62–59)

Az idős korú II. Obodasz következett a trónon, aki feltehetően III. Aretasz barátja lehetett. Az uralkodására vonatkozó egyetlen utalás egy, az arcképét ábrázoló pénzérmén található. Másik oldalán görög és nabateus írással nevét is megörökítették. Érdekes tény, hogy II. Obodasz uralkodási idejéből pénzérmék igen kis mennyiségben kerültek elő, ami azt jelentheti, hogy annak verését gazdasági céltól független, a rómaiaktól való függetlenséget prezentáló politikai célnak szánhatták.
- I. Malikhosz (i. e. 59–30)

II. Obodasz követőjeként I. Malikhosz következett, aki szintén veretett nabateus feliratú pénzérméket. I. e. 55-től a nabateusok részt vettek a rómaiak mintegy két évtizedes - kezdetben Pompeius és Julius Cézár közti (i. e. 49), azután pedig a cézárgyilkos Cassius és Brutus, másik oldalon Marcus Antonius és Octavianus (később az actiumi csatában (i. e. 31) győztes Augustus császár) polgárháborúiban. I. Malikhosz - a Heródes elleni szövetséges pártusokkal együtt - Heródessel ellentétben a rossz oldalon vett részt.
- III. Obodasz (i. e. 30–9)

III. Obodasz 21 évig uralkodott, ez az idő, amikor Augustus római császárnak a tömjén és mirha termékek származási helyei és kereskedelme saját ellenőrzésbe vonása iránti érdeklődése felélénkült. Sőt, III. Obodasszal egy 7000 fős római expedíciót szerveztetett Dél-Arábiába, amelynek vezetőjéül Obodasz legfontosabb miniszterét Syllacust állította. Maguk a nabateusok nem vettek részt az expedícióban, de szállást biztosítottak számukra Mada’in Salihban, ahol a katonákat éhség, kimerültség és betegségek tizedelték. Syllacus különféle mesterkedései következtében az inváziós sereg nem tudta elérni kitűzött célját. Augusztust azonban az a kétségtelen tény is kielégítette, hogy katonái olyan területre is képesek voltak eljutni, ahova még Nagy Sándornak sem sikerült.
- IV. Aretasz (i. e. 9–40)

III. Aretasz nem hagyott maga után trónörököst. Utódja Aeneas, az egyik korábbi király, I. Malikhosz rokona volt, nevét a királyok közt IV. Aretasz-ként szerepeltetik. Kimerítő hosszas tárgyalások után kapta meg Augustus császár egyetértését IV. Aretasz ahhoz, hogy a nabateusok királya lehessen. Uralkodási idejének 49 éve a nabateus dinasztia legstabilabb és leggazdagabb időszaka volt. A legfontosabb nabateus városok (Petra, Mada’in Saleh és Bostra) nagyságukat és hatalmukat ekkor nyerték el, s egyúttal az igazgatás legfontosabb centrumaivá fejlődtek. I. sz. 34-ben IV. Aretasz és Heródes Antipas (Heródes fia) között háború következett be . Az ellenségeskedés pillanatnyi alapja az volt, hogy Antipas saját népének törvényét is megszegve, feleségét, aki IV. Aretasz lánya volt, elzavarta, hogy feleségül vehesse unokahúgát, Heródiást. IV. Aretasz ellenségére súlyos vereséget mért. A legyőzött Antipas bepanaszolta a nabateusok agresszióját Tiberius római császár előtt, akitől ígéretet is kapott a szükséges katonai támogatásra. A háborús összecsapásra azonban Tiberius i. sz. 37-ben bekövetkezett halála miatt nem került sor.
- II. Malikhosz (i. sz. 40–70)

IV. Aretaszt fia, II. Malikhosz követte, aki 31 évig volt a nabateusok uralkodója és 84 éves korában hunyt el. Uralkodásának idejéből kevés vert pénzérmét találni, feltételezhetően azért, mert az akkori alacsony ezüsttartalmuk miatt visszaesett a kereskedelmi elfogadottsága. A nabateusok határaikon kívüli legjelentősebb a II. Malikhosz által vezetett csapataik rómaiak melletti részvétele volt a zsidó háborúban. Ennek során i. sz. 70-ben lerombolták Jeruzsálemet.
- II. Rabbel (i. sz. 70–106)

Amikor II. Malikhosz i. sz. 70-ben meghalt, fiatal fia követte a trónon. A nabateusok felett 5 éven át anyja gyakorolta a régensséget. Ezt követően vette át a 31 évig tartó uralkodást. Ezen idő alatt került sor a fővárosnak Petrából Bostrába történő áthelyezésére, feltételezhetően azért, mert így az Észak-arábiai kereskedelmi karavánutak közelébe került. Ez fontos szempont volt, mert a rómaiak a hajózási utakat komplett módon ellenőrzésük alá vonták és a régi déli arab karavánutakat mellőzték. De ami miatt a nabateus uralom végén a főváros Bostrába került, az a szempont volt, hogy a Golf (keleti-)kereskedelmet a rómaiak on kívül mások is csak befolyásolták és az ezek által használt többi kereskedelmi utak Bostrát érintették. A nabateus uralom, mint a térség egyetlen olyan nemzete, amely nem tartozott a rómaiak közvetlen ellenőrzése alá, II. Rabbel halála után megszűnt. Annektálták és a birodalom Szíria tartományába olvasztották.

## Nyelvük
A nabateusok az arámi nyelvet használták felirataikon.

## Nabateus ábécé
A nabateus ábécé a Nabateus (Nabatiei) királyságban a nabateusok által használt írásrendszer. Az arámi nyelv lejegyzésére, körülbelül Kr. e. 150 és Kr. u. 350 között használták. Az egyik legszélesebb körben elterjedt sémi írás, az arámi ábécé rokona. A nabateus írásból alakult ki a neosinai ábécé, az arab ábécé őse. Sémi előképeihez hasonlóan a jobbról balra írt nabateus írás is 22, mássalhangzókat jelölő betűből állt. Nabateus feliratok kerültek elő Egyiptomból, Itáliából valamint petrai pénzérmekről. Az Égei-tengeri Kósz szigetén egy nabateus és görög kétnyelvű feliratra bukkantak(EBH).
A Mada'in Szálih régészeti területen talált sziklafeliratok és petroglifák (sziklarajzok) különböző történelmi korszakokból származnak és a nabateusokkal érintkező több etnikum ideiglenes, vagy tartós jelenlétére utalnak (M. Babelli)